# Teresa Paula Brito
Maria Teresa Ramos de Paula Brito (Lisboa, 23 de outubro de 1944 — 7 de novembro de 2003), inicialmente conhecida apenas como Teresa Paula, foi uma cantora portuguesa. Recebeu o Prémio Bordalo (1970) na categoria "Música Ligeira". Gravou o maxi single "Mulheres Guerrilheiras" considerado pelo jornal O Século como o "primeiro disco feminista português".

## Biografia
Maria Teresa Ramos de Paula Brito nasceu em 23 de outubro de 1944, em Lisboa.
Em 1962, editou um disco, gravado com o conjunto do madeirense Helder Martins. Este trabalho inclui canções de Helder Martins, de Tavares Belo, de Joaquim Luiz Gomes e ainda um tema com letras da cantora e música da autoria do guitarrista Fernando Alvim.
Participou na banda sonora de Os Verdes Anos (1963), de Paulo Rocha, onde interpreta a tema-título "Canção Verdes Anos", de Carlos Paredes. A canção, com poema de Pedro Tamen e acompanhamento ao piano por Jorge Machado, verá a versão instrumental editada por Carlos Paredes e teria depois versões interpretadas de nomes como Amália Rodrigues ou Dulce Pontes.
Com José Duarte, fez parte do duo The Strollers que, acompanhado pelo baterista Fernando Rueda, editou dois discos em 1967.
Colaborou com José Afonso no disco "Contos Velhos, Rumos Novos", em que participou no tema "Vai, Maria Vai".
Participou nas edição de 1969 do Festival RTP da Canção com o tema "Buscando um Horizonte".
Em 1970, lança, pela editora Riso & Ritmo, o seu quinto trabalho a solo, com quatro canções de José Afonso ("Balada do Sino", "Vejam Bem", "O Cavaleiro e o Anjo" e "A Cidade"). Neste trabalho, intitulado Teresa Paula Brito Canta José Afonso, foi acompanhada pelo guitarrista Carlos Menezes, por Eugénio Pepe e por Joly Braga Santos (do Conjunto Sem Nome).
Recebeu o Prémio Bordalo (1970), ou Prémio da Imprensa, na categoria "Música Ligeira", "pela justeza formal e pela criteriosa escolha de reportório". A  Casa da Imprensa distinguiu ainda, nesta edição de 1971 e nesta categoria, o cantor Paulo de Carvalho, o instrumentista Vítor Santos, o orquestrador Thilo Krassmann, Ruy Mingas (Prémio Especial) e José Afonso como autor de música e de letra disco Traz Outro Amigo também.
Em 1971, acompanhada por membros do Quarteto 1111, lançou um disco com poemas de Maria Teresa Horta e músicas de Nuno Filipe (pseudónimo de José Manuel Barros), sob a chancela da Movieplay. Os quatro poemas ("Existem Pedras", "Poema sobre a Recusa", "Meu Aceso Lume" e "Meu Amor") pertencem ao livro Minha Senhora de Mim, de Maria Teresa Horta.
Depois do 25 de Abril de 1974 editou o maxi single "Mulheres Guerrilheiras". Com poema de Maria Teresa Horta, música de Pedro Jordão e interpretado por Teresa Paula Brito, uma notícia publicada no jornal O Século referia o lançamento deste trabalho como "primeiro disco feminista português", num espetáculo organizado pelo MLM (Movimento de Libertação das Mulheres), no Teatro Vasco Santana.
A cantora tem ainda registos como atriz. No teatro, em Mote para um Poema (1974), com o Grupo de Teatro Gente, e em Sem Nordaça (1974), com a Trupe Café Sem Concerto e no cinema, fez o papel de uma cantora no filme Ao Sul (1995), de Fernando Matos Silva.
Morreu a 7 de novembro de 2003.

## Prémios
Recebeu o Prémio Bordalo (1970), ou Prémio da Imprensa, na categoria Música Ligeira, "pela justeza formal e pela criteriosa escolha de repertório".

## Discografia
Entre a sua discografia encontram-se: 

### Singlese EPs
- "O Vento Espalhou" / "Turi Turá" / "Agora Já É Tarde" / "Entardecer de Outono" (EP, Alvorada, 1962)
- Chevrolet, com os Strollers  (Single , RR Discos, 1967) "Chevrolet" / "Back To The Dust" / "John Brown" / "Hit The Road, Jack"[15]

- "Canções Para Fim de Noite" (EP, Riso e Ritmo, 1968) "Balada de Mais Um Dia" / "Olhe O Sol, Olhe o Céu, Olhe O Mar" / "Duele" / "Verdes Anos"
- "Para Não Dizer Que Não Falei De Flores" / "Those Were The Days" / "Your Heart Is Free Just Like The Wind" / "Ven Oir El Mar" (EP, Riso e Ritmo, 1968)
- "Buscando Um Horizonte" / "Flor Bailarina" / "Cantiga" / "Tenho Amor Para Amar" (EP, Riso e Ritmo, 1969)
- Teresa Paula Brito Canta José Afonso (EP, Riso e Ritmo, 1970)  "Balada do Sino" / "Vejam Bem" / "O Cavaleiro e o Anjo" / "A Cidade"[5]
- Minha Senhora de Mim (EP, Movieplay, 1971) "Existem Pedras" / "Poema sobre a Recusa" / "Meu Aceso Lume" - "Meu Amor"
- "Mulheres Guerrilheiras" / "A Solidão da Mulher" (Maxi single, Osiris OS0009, Dez. 1974?)

### Coletâneas
- Clássicos da Renascença n.º 61 (CD, Movieplay, 2000)

### Outros

#### Participações
- Contos Velhos, Rumos Novos, de José Afonso (CD, Movieplay, 1996) no tema:"Vai, Maria Vai"[5][6]

#### Compilações
- Enciclopédia da Música em Portugal no Século XX (CD,  Círculo de Leitores, 2010) no tema:"Balada do Sino"[16]